# Mihail Bucur
Mihail Bucur (n. 23 februarie 1924, Lisa, Județul Teleorman) este un fost deputat român în legislatura 1992-1996, ales în județul Hunedoara pe listele partidului PNȚCD / PER.